# Marius Staicu
Marius Cătălin Staicu (sinh ngày 11 tháng 6 năm 1987) là một cầu thủ bóng đá người România thi đấu ở vị trí tiền đạo cho CSMȘ Reșița.